# Synagoga w Wołpie
Synagoga w Wołpie – nieistniejąca drewniana synagoga z XVIII w. (wg. innych źródeł z XVII w.) w Wołpie, obecnie w obwodzie grodzieńskim na Białorusi. Wpisana do rejestru zabytków II Rzeczypospolitej; zniszczona przez Niemców w 1941 podczas bombardowania; była uważana za najpiękniejszy żydowski dom modlitwy I Rzeczypospolitej i jedno z najwybitniejszych dzieł barokowej architektury drewnianej.

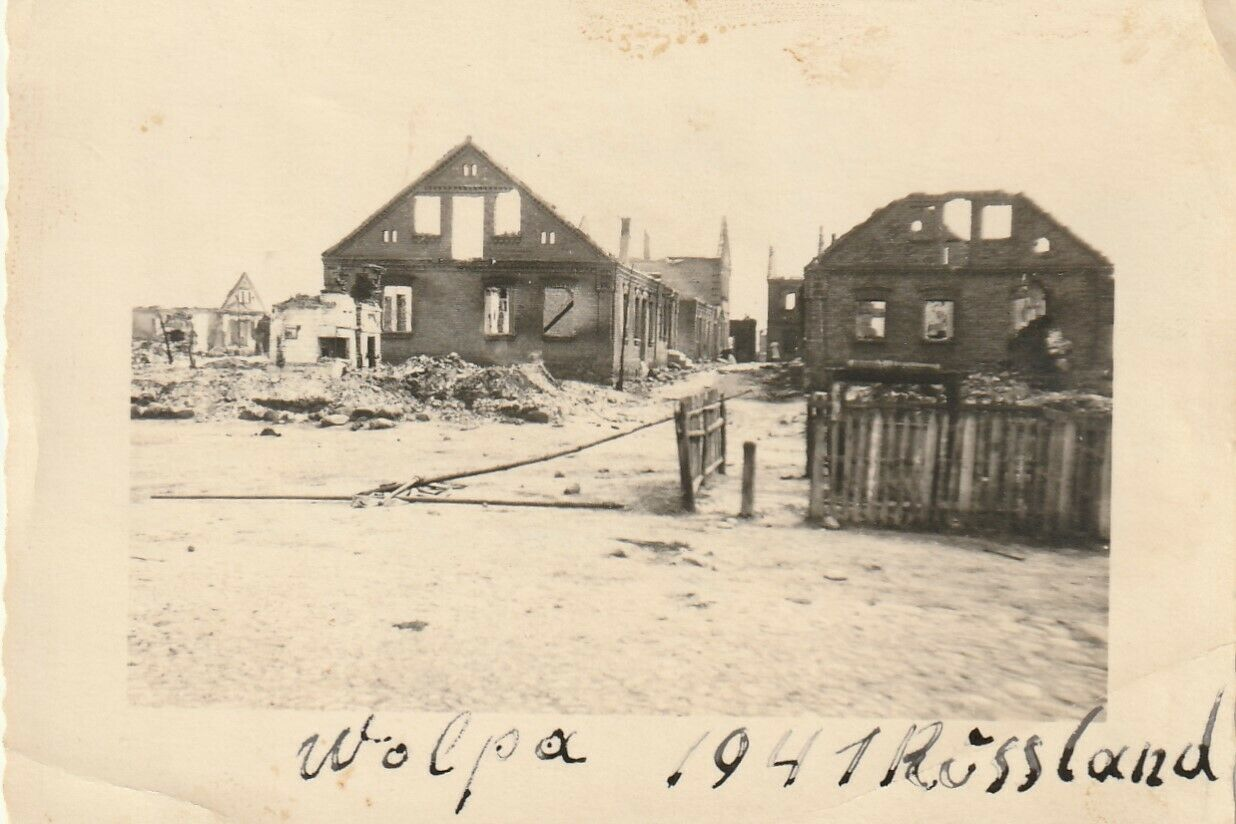
Zbombardowana Wołpa - 29 czerwca 1941

## Historia
Synagoga została wzniesiona przypuszczalnie w pierwszej połowie XVIII w. na terenie obecnej Białorusi. Autor projektu nie jest znany. Według innych źródeł budynek powstał około 1643 i przetrwał podpalenie miasteczka przez Szwedów w 1656. Synagoga została uznana przez polski sejm w 1781 roku za zabytek artystyczny i narodowy skarb. W tym roku odnowiono dach budynku, który pokryto nowym gontem. Wewnątrz synagogi wymieniono kilka bali na nowe z powodu ich uszkodzeń, nie zmieniając konstrukcji budowli. Zachowały się fotografie synagogi z lat 20. XX w. autorstwa Jana Bułhaka, na których stan zachowania obiektu wyglądał na dobry. W lipcu 1923 Józef Jodkowski przeprowadził oględziny obiektu (sprawozdanie przechowuje Muzeum w Grodnie). Inwentaryzacja została przeprowadzona w latach 20. XX w. przez Szymona Zajczyka. W styczniu 1929 uznana za zabytek kultury (decyzją Konserwatora Województwa Białostockiego z dn. 24 stycznia 1929). W latach 1781 – 1936 podlegała kilkukrotnym remontom, głównie dachu i Aron ha-kodesza. Naprawy synagogi na przestrzeni lat nie ingerowały znacząco w oryginalną koncepcję architektoniczną. W latach 20. XX w. odrestaurowano Aron ha-kodesz. Remont budynku został przeprowadzony w 1936. Po 1939 synagoga popadła w ruinę, brakowało części detali. Synagoga spłonęła podczas bombardowania Wołpy przez Luftwaffe w czerwcu 1941(według innych źródeł w listopadzie 1942). Na miejscu synagogi w 1961 utworzono plac pamięci i postawiono pomnik upamiętniający poległych rodaków-żołnierzy Armii Czerwonej, nie wspomniano jednak o synagodze i Żydach, którzy zostali całkowicie wyeliminowani z Wołpy do jej wyzwolenia 14 lipca 1944 roku – wszyscy żydowscy mieszkańcy zostali zamordowani lub wywiezieni z miasteczka. Po społeczności żydowskiej z Wołpy pozostał zaniedbany kirkut.
Synagoga została odtworzona w skali 1:1 w 2015 w Biłgoraju na podstawie zachowanych archiwalnych materiałów, m.in. dokumentacji remontu z 1936 roku oraz inwentaryzacji, którą przeprowadziła Politechnika Warszawska w okresie międzywojennym. Do tej pory powstała jedynie rekonstrukcja zewnętrznej bryły budynku. W dalszym etapie, po pozyskaniu przez Fundację Biłgoraj XXI niezbędnych funduszy, planowana jest realizacja wnętrz, polichromii, bimy i Aron ha-kodesza.

## Architektura
Budynek drewniany, wzniesiony na planie prostokąta o bokach 24,5 m x 20,0 m  w stylu białoruskim, nakryty wysokim barokowym, mansardowym dachem łamanym. Ściany zewnętrzne synagogi pokrywała pozioma boazeria, zastosowano m.in. dekoracyjne pasy i gzymsy. Układ bóżnicy jest ściśle symetryczny - na ścianie zachodniej zostało to szczególnie podkreślone poprzez dwukondygnacyjne alkierze przykryte dachami namiotowymi. Wnętrze zdobiły liczne detale rzeźbiarskie oraz bogate polichromie. Imponujące ośmioboczne sklepienie podparte czterema słupami wypełniało prawie całkowicie trzykondygnacyjny łamany dach. Zostało ono pomalowane na kolor ciemno-szafirowy z symetrycznie rozmieszczonymi złotymi gwiazdami, przekrywające salę główną dawało zamierzony efekt korekty perspektywicznej. Dzięki niemu sala główna wydawała się ponad dwa razy wyższa niż rzeczywiste 14 metrów licząc od posadzki ze skośnie ułożonych biało wypalonych cegiełek do najwyższego punktu kopuły. Sklepienie podzielone było galeriami i balustradami na kondygnacje, odpowiadające kondygnacjom dachu i zróżnicowane pod względem przekroju. Najniższa opierała się na czterech wrożnikach pozwalających na przejście kształtu kwadratowej sali w ośmioboczne sklepienie. Bóżnica wybudowana została w konstrukcji drewnianej, dach pokryty gontem.
Dwunastoboczna, bogato zdobiona bima wbudowana została pomiędzy cztery słupy podtrzymujące sklepienie. Każde jej przęsło ozdobiono arkadkami na płycinowym cokole. Podobne zdobienia zastosowano także na słupach do poziomu gzymsu bimy. Aron ha-kodesz, zdaniem Józefa Jodkowskiego najcenniejszy element wyposażenia synagogi w Wołpie, był trzykondygnacyjny, przypominający fronton świątyni. Wykonany był z drewna dębowego, bogato rzeźbiony, obramiony ażurowymi czterema kolumienkami o trzonach z wici roślinnej, polichromowany. Ustawiony był na niskim cokole, na który prowadziło pięć szerokich wygodnych stopni z przytwierdzoną do poręczy żelazną bramką. Kondygnacja zawierająca podwójne drzwiczki zamykające szafkę z rodałami była najszerszą i najbardziej zdobną częścią. Pokrywała ją misterna płaskorzeźba przedstawiająca świecznik siedmioramienny.
Pochodził mniej więcej z czasów budowy świątyni.
W 2024 roku została wydana rekonstrukcja VR synagogi w Wołpie, opracowana przez Belarusian-Jewish Cultural Heritage Center. Wirtualna rekonstrukcja przedstawia dwa warianty wnętrza synagogi: sprzed i po remoncie z lat 20. XX wieku, a także oferuje panoramiczny, 360-stopniowy widok współczesnego stanu miejsca, w którym się kiedyś znajdowała. Projekt zawiera wielojęzyczną wycieczkę, która przybliża historię synagogi oraz znaczenie jej artystycznych i architektonicznych detali.

## Galeria

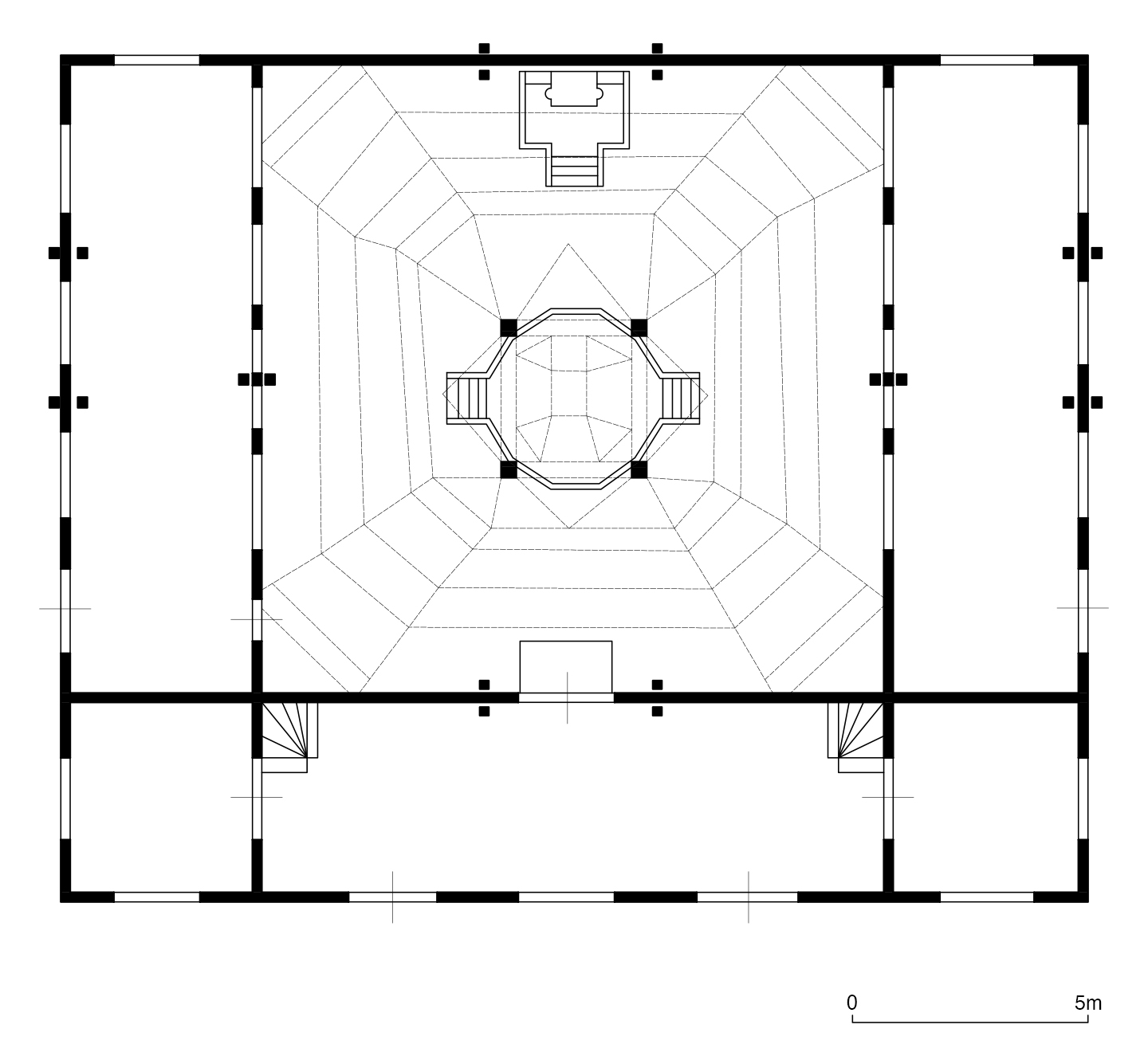
Rzut synagogi w Wołpie
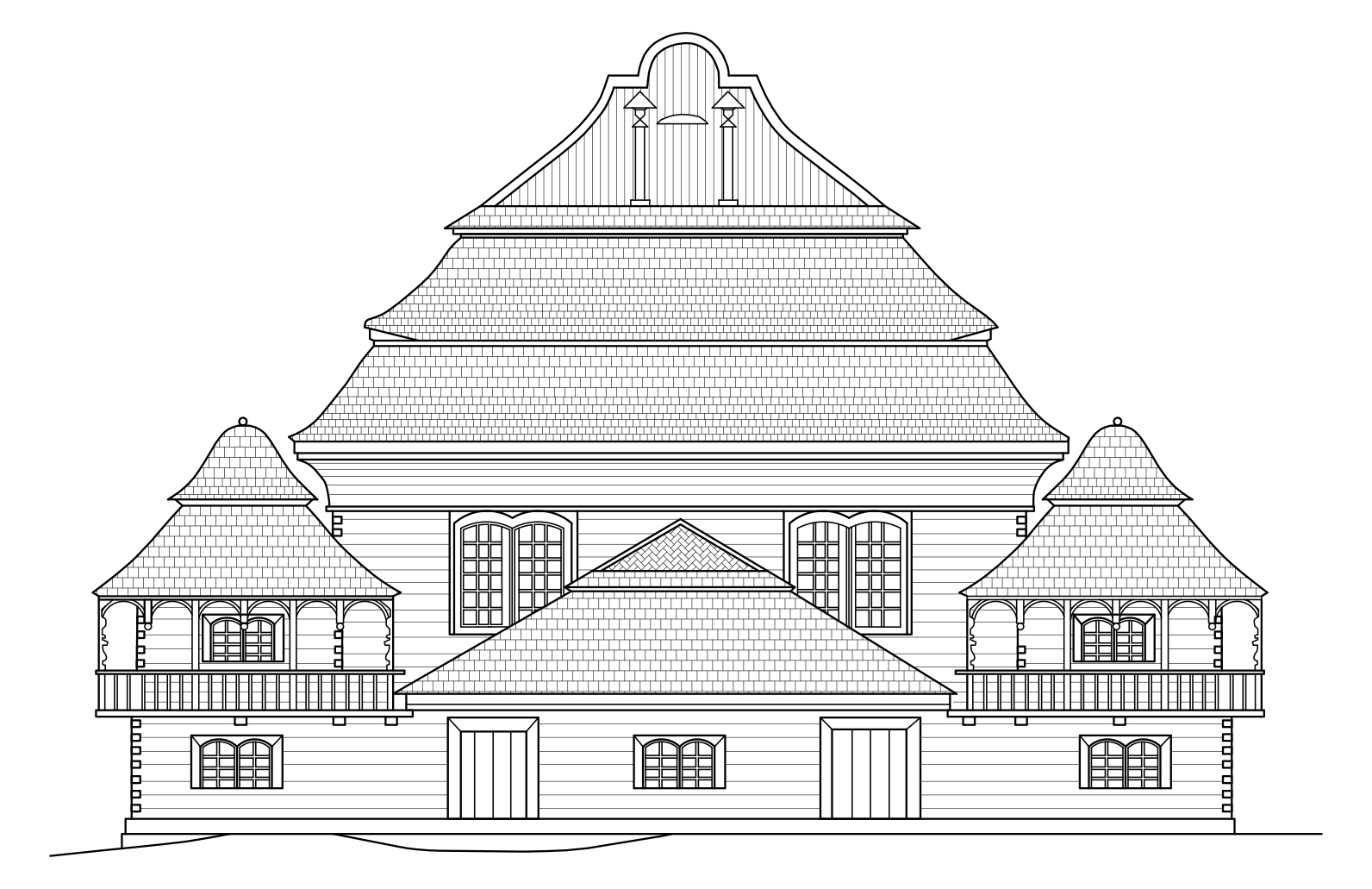
Elewacja
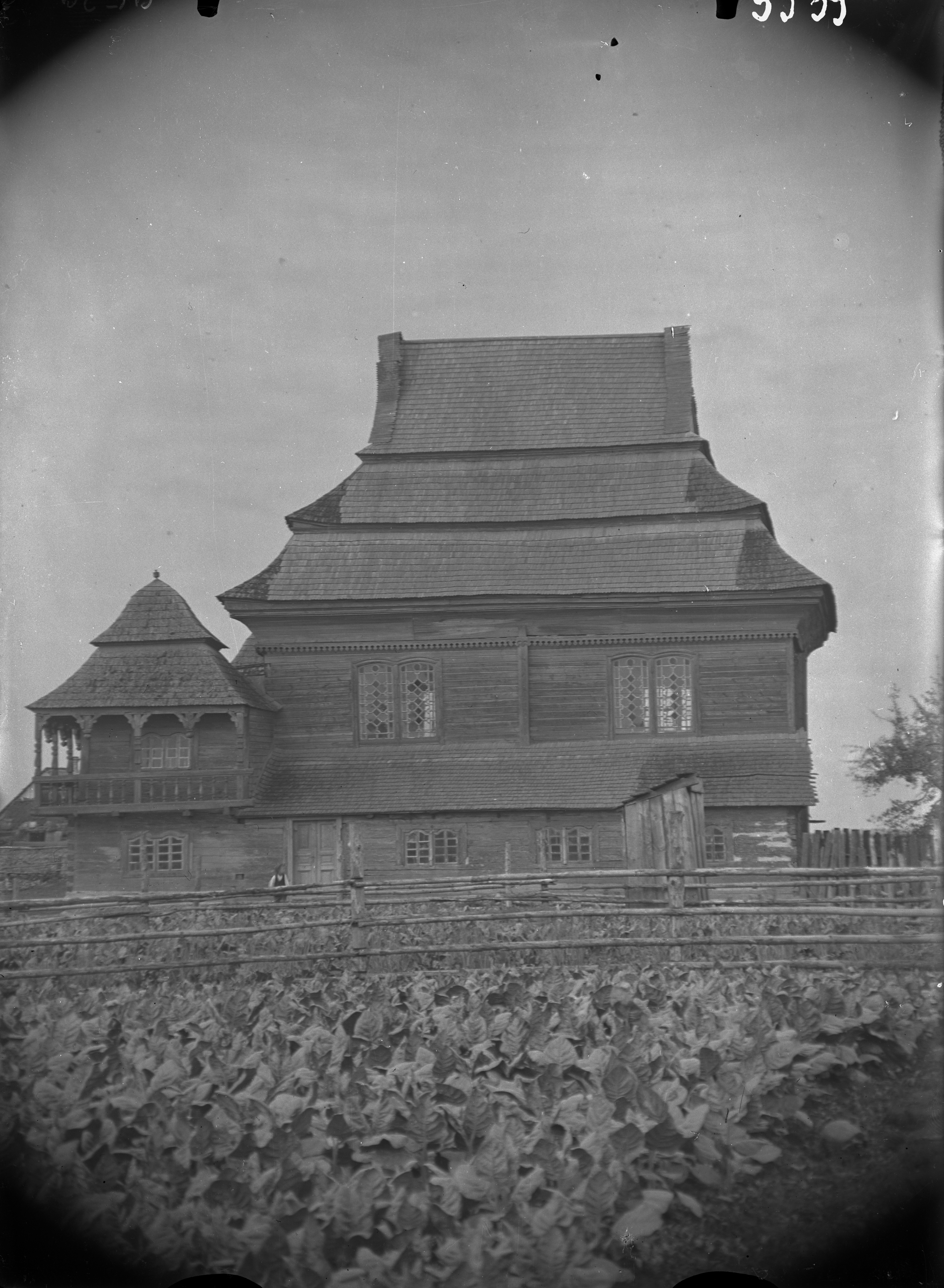
Widok z boku
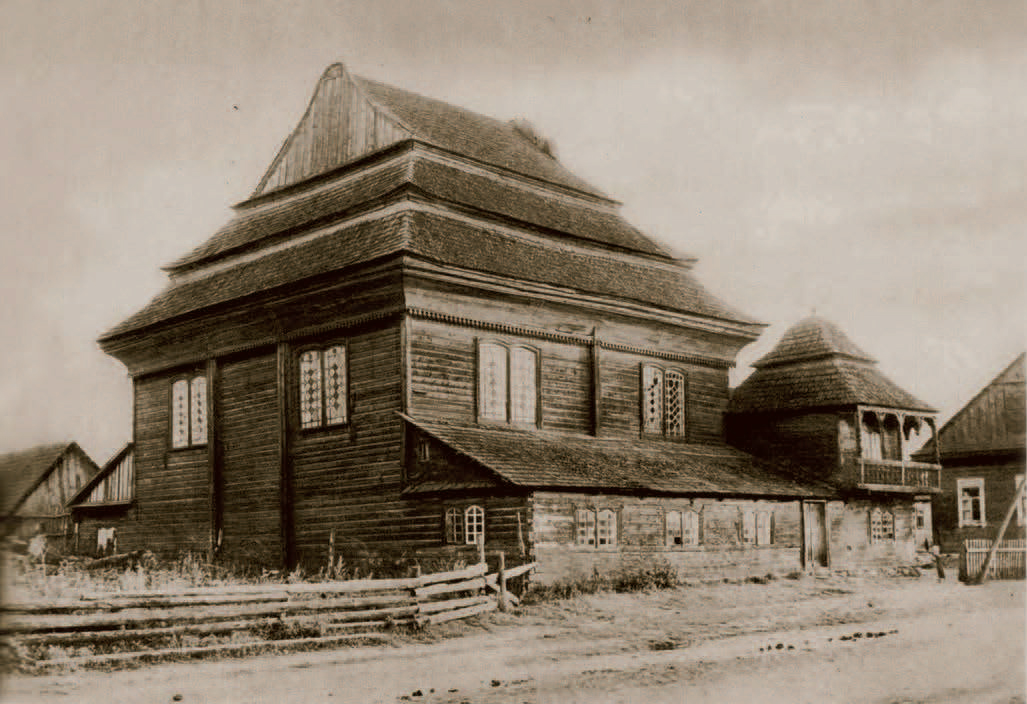
Widok od tyłu (przed 1939)
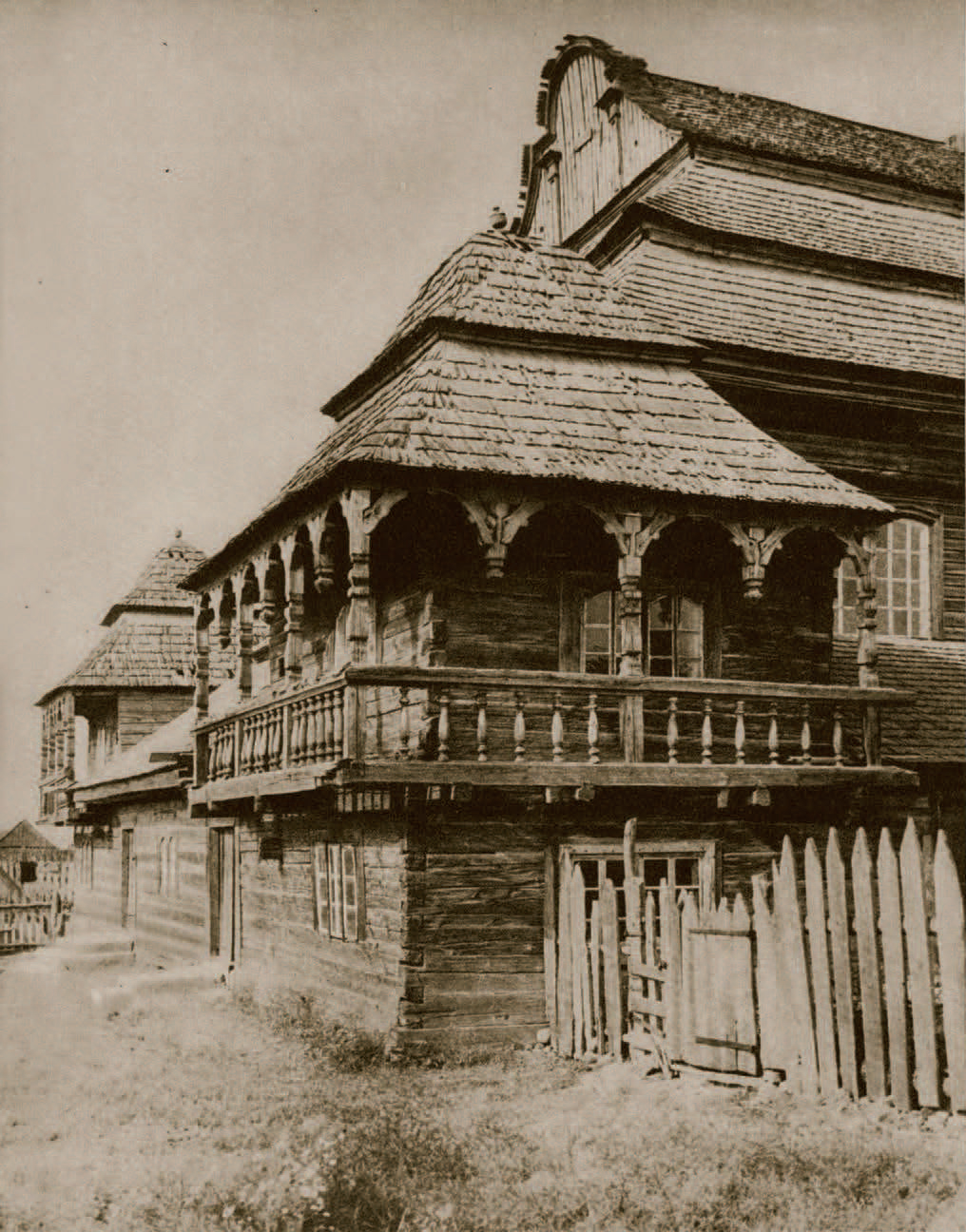
Wieżyczka z pawilonem, fot. Szymon Zajczyk
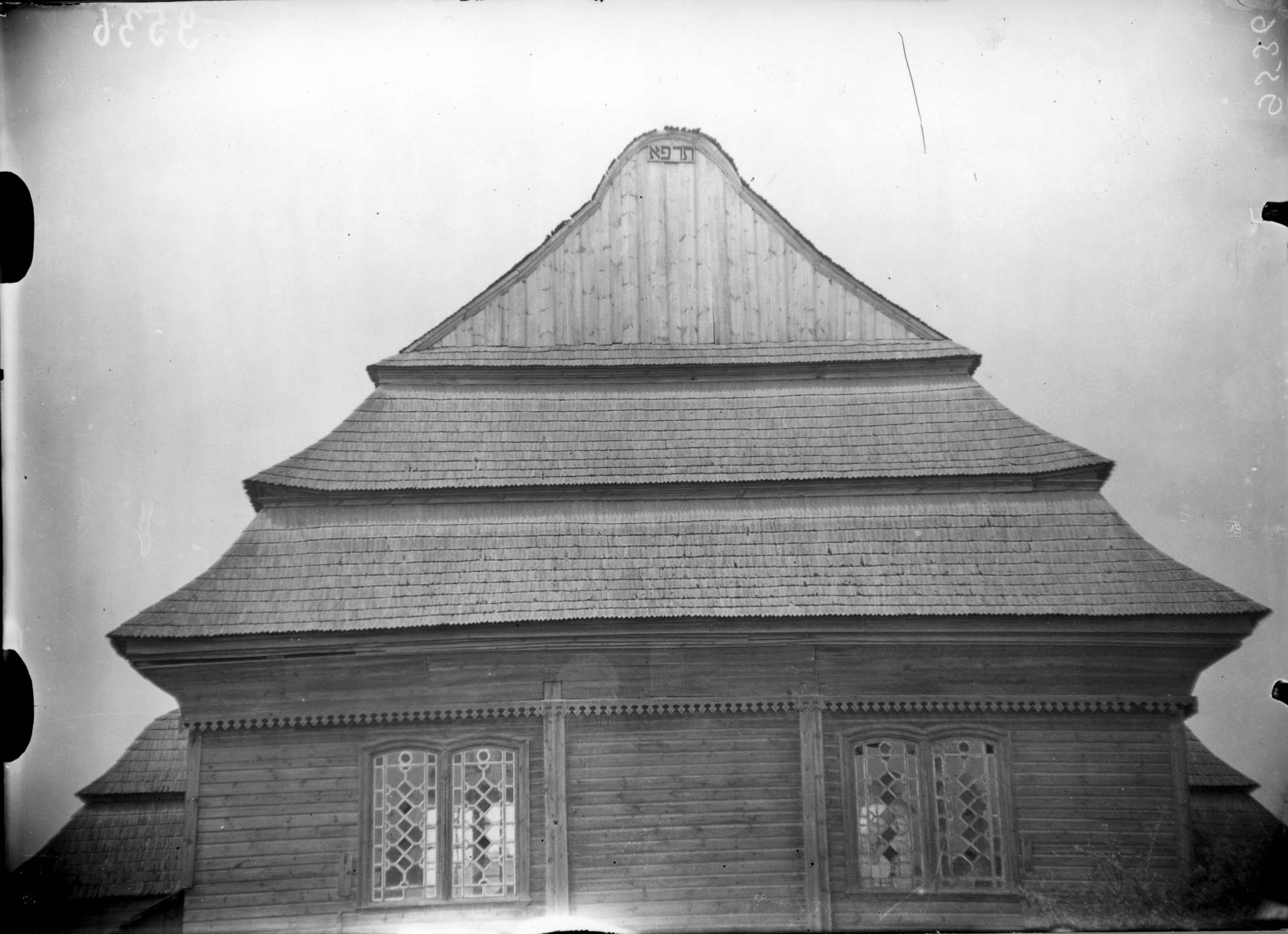
Szczyt z inskrypcją חדפא
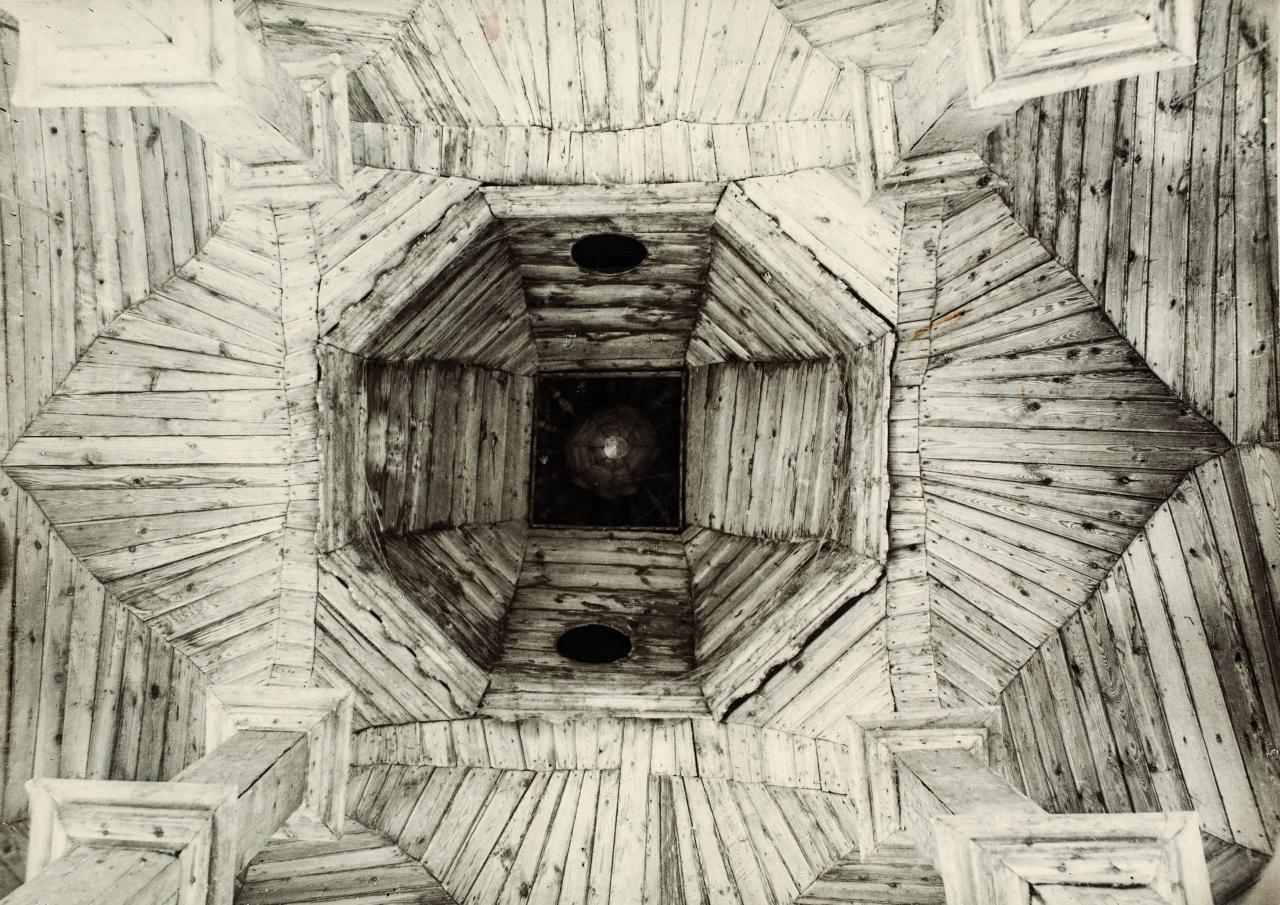
Sklepienie – kopuła pozorna (około 1910–1913)
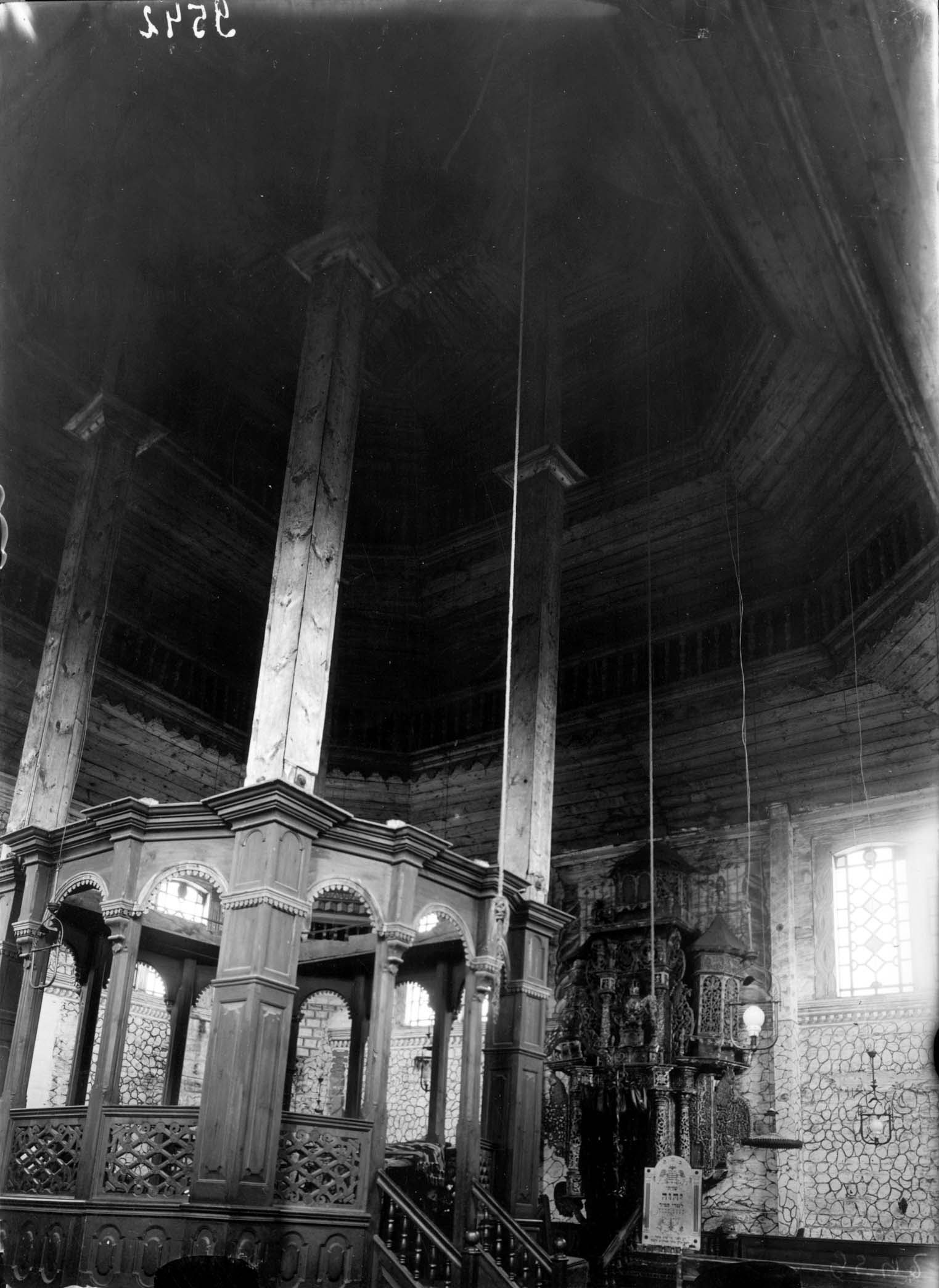
Słupy podtrzymujące kopułę
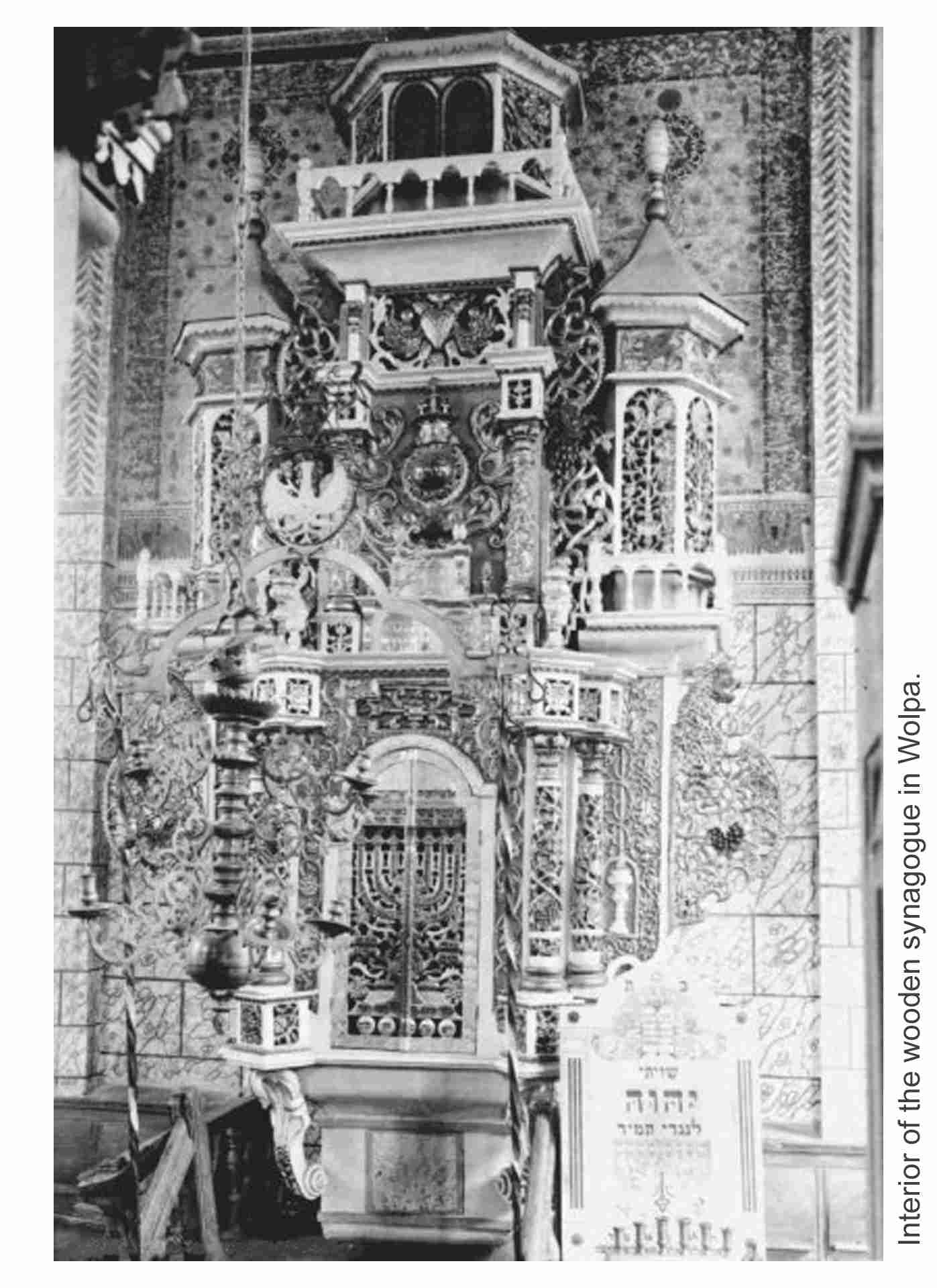
Aron ha-kodesz (około 1920)
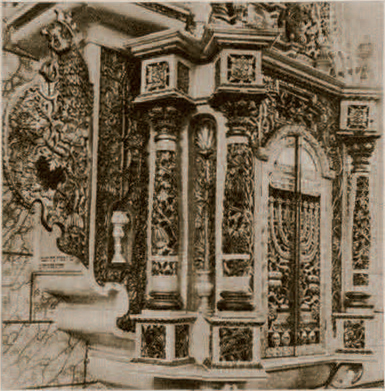
Aron ha-kodesz (przed 1939)
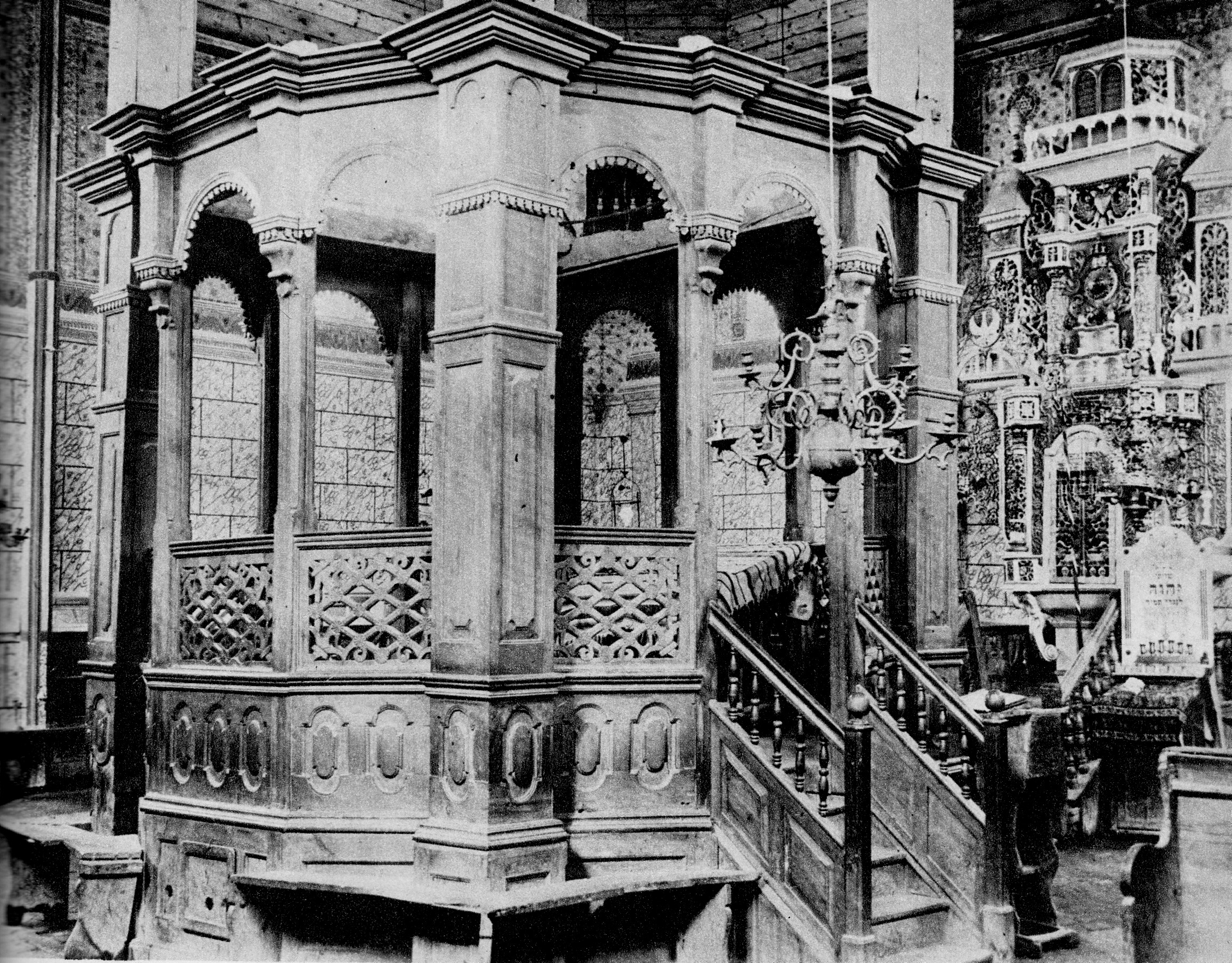
Bima
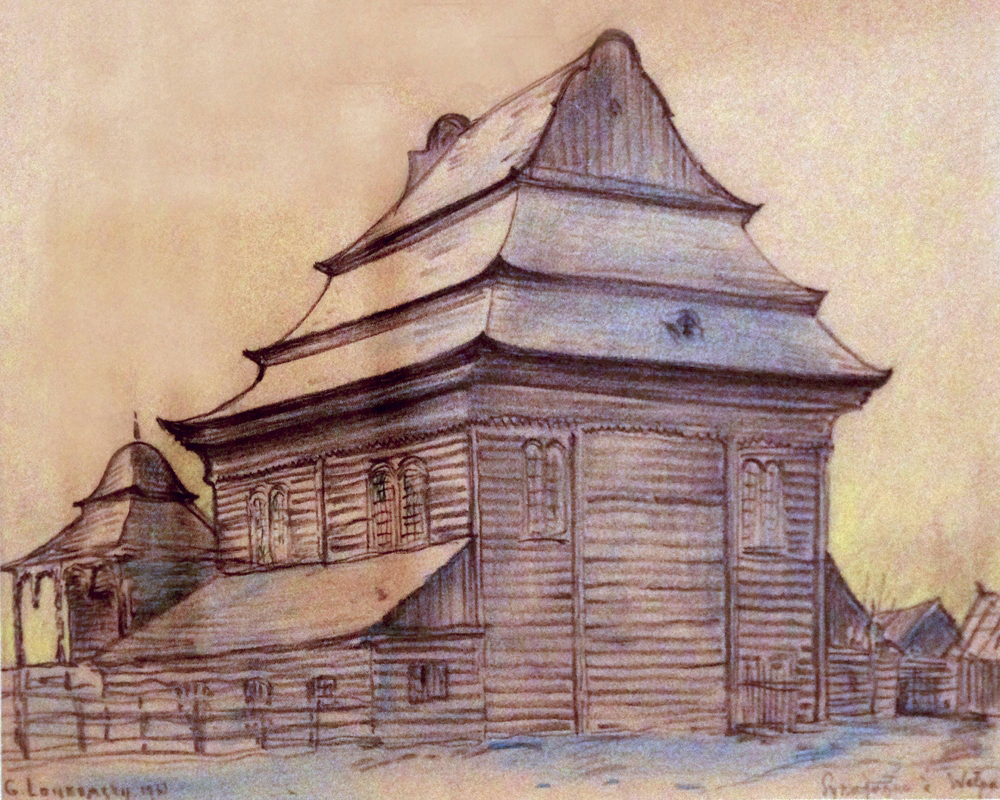
Synagoga w Wołpie (1933, rysunek, Muzeum Sztuki w Tel Awiwie)
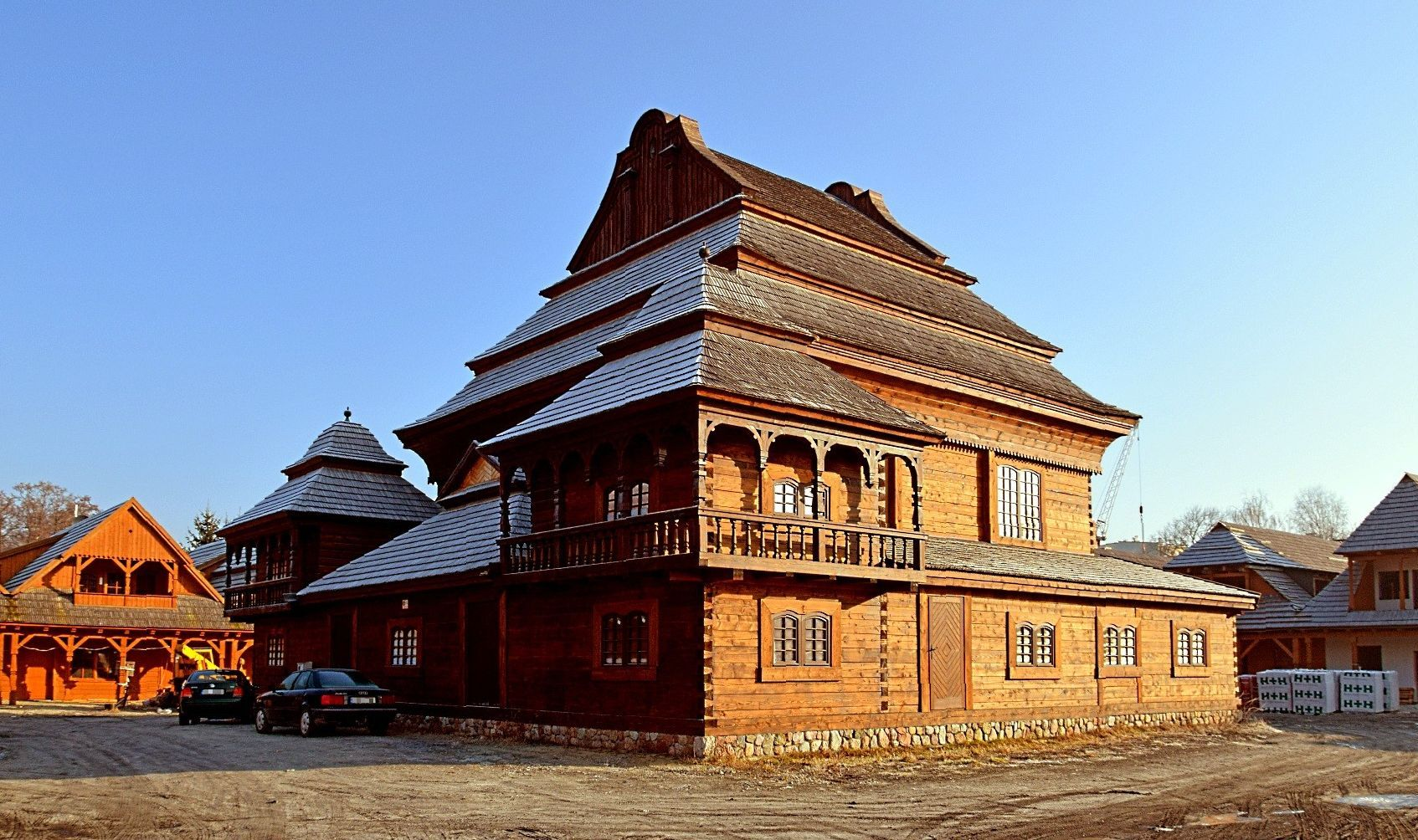
Replika 1:1 synagogi z Wołpy w Biłgoraju
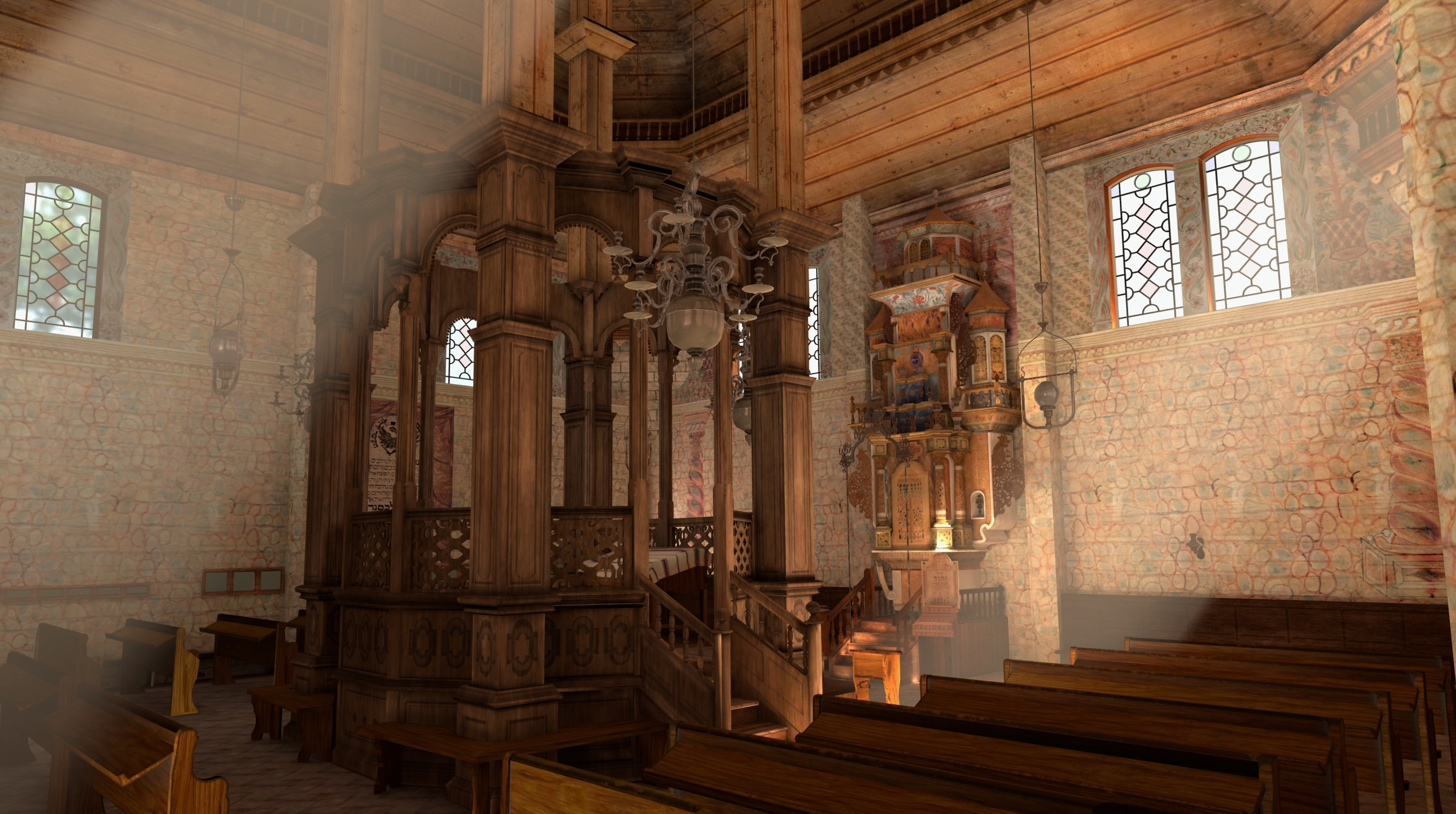
Wirtualna rekonstrukcja synagogi w Wołpie. Belarusian-Jewish Cultural Heritage Center
- Lewa połowa (część północna) synagogi – rekonstrukcja 3D